# Crème et beurre de Bresse
Bei den beiden Produkten Crème et Beurre de Bresse handelt es sich einerseits um einen Rahm, andererseits um eine Butter, aus der Region der Bresse, die seit 2015 den AOC/AOP-Schutz genießen.

## Beschreibung Crème de Bresse
Bei der Crème de Bresse handelt es sich um einen Rahm, der aus der Milch von Kühen hergestellt wird, die aus dem Gebiet der Bresse stammen. Sie ist reich an Butterfett, reift langsam und entwickelt einen leicht säuerlichen Geschmack. Die Crème de Bresse wird als semi-épaisse (flüssig) und épaisse (dickflüssig) gehandelt. Die flüssige Crème eignet sich vor allem zum Kochen bei hohen Temperaturen und weist eine leichte Säuerlichkeit mit einer Note nach Vanille auf. Die dickflüssige Crème wird üblicherweise ungekocht verwendet, als Beigabe zu Früchten, Fromage blanc oder bei der Herstellung von Pâtisserie.

## Beschreibung Beurre de Bresse
Die Beurre de Bresse ist eine extrafeine Süssrahmbutter, auf traditionelle Weise hergestellt aus der Milch von Kühen, die aus dem Gebiet der Bresse stammen. Sie zeichnet sich insbesondere aus durch eine hellgelbe Farbe, die im Frühling und Herbst etwas gelber ist als im Sommer und Winter. Sie weist eine weiche Struktur auf, enthält mikroskopische Wassertröpfchen, bedingt durch die traditionelle Herstellung und sieht leicht körnig aus. Ihr Geruch wird als molkig, blumig oder auch süsslich beschrieben, der Geschmack als frisch im Mund und nussig (Haselnuss, Baumnuss). Sie ist gehaltvoll im Mund und blättert leicht auf.

## Geschichte

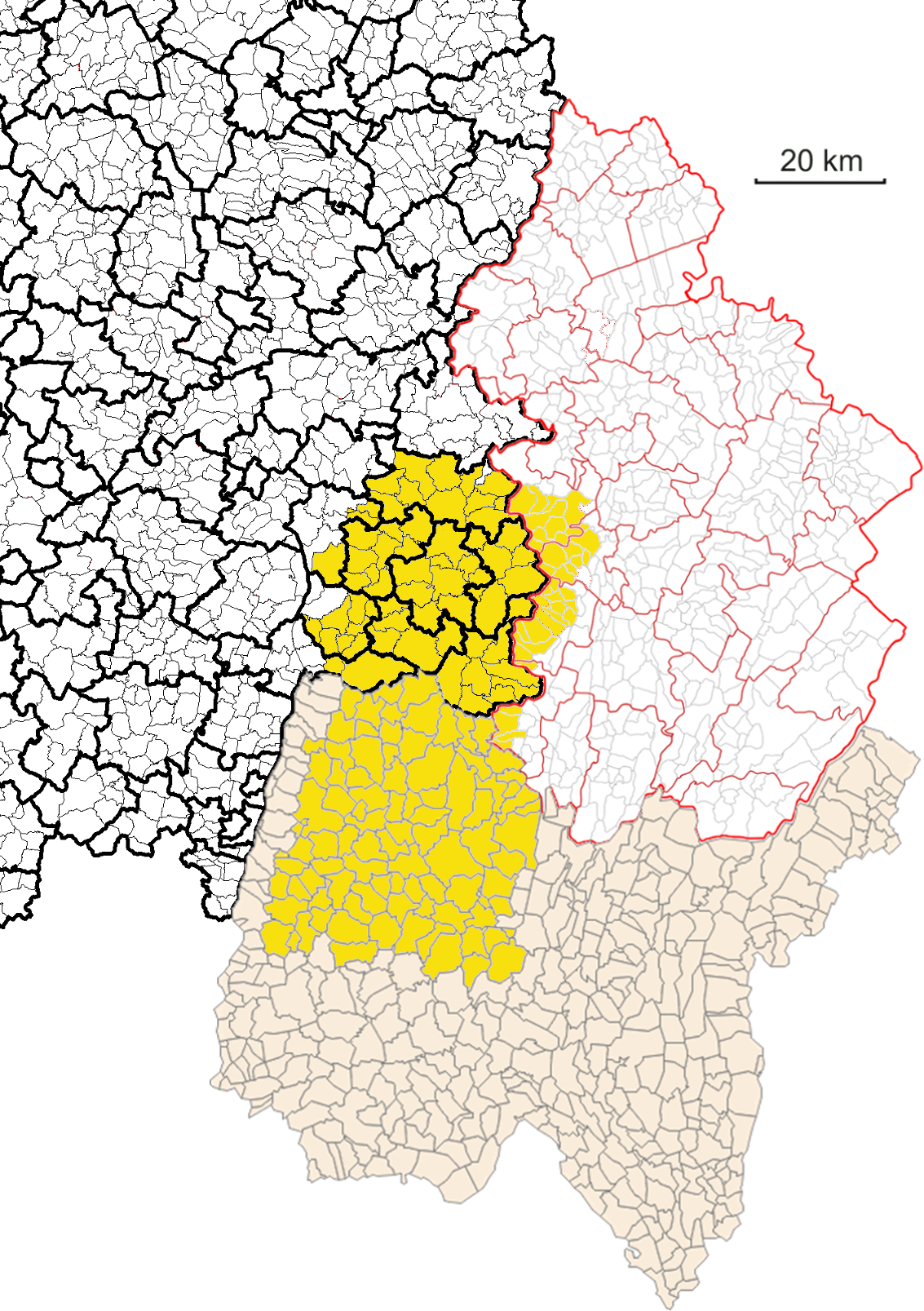
Gebiet des AOC-Schutzes von Crème et Beurre de Bresse (schwarze Grenzen = Dépt Saône-et-Loire – rote Grenzen = Dépt Jura – beige = Dépt Ain)

Milchwirtschaft war traditionell eine ergänzende Tätigkeit der bressanischen Landwirtschaftsbetriebe und gewährleistete ein regelmäßiges Einkommen und eine wesentliche Nahrung. Früher wurde der Rahm täglich von der Milch genommen und frisch verkauft. Am Tag vor dem Markt wurde die Butter hergestellt, indem Rahm von verschiedenen Tagen gemischt wurde. Die Herstellung war zeitaufwendig, empfindlich und erforderte viel Aufmerksamkeit. Die Buttermilch wurde entfernt und die gewaschene Butter vorsichtig geknetet, um überschüssige Flüssigkeit zu extrahieren und in Formen gepresst.
In den frühen dreißiger Jahren bildeten sich erste Genossenschaften, die zunehmend die Rahm- und Butterproduktion übernahmen. Die bessere Kontrolle der Herstellungsverfahren erlaubte es der Beurre de Bresse mit den renommiertesten Butter zu konkurrieren.
So erhielt die Molkerei Le Moncet bereits 1936 einen ersten Preis, die Molkerei von La Tranclière gewann 1937 eine Goldmedaille und Beaupont den dritten Preis bei der Pariser Weltausstellung im Jahr 1938. Anfang 1939 triumphierten zwei Molkereien der Bresse über die Hersteller der Charente und der Normandie, was ihren Ruf bestärkte.
Köche schreiben der Beurre de Bresse unbestreitbare Qualitäten zu, insbesondere ihr Verhalten beim Kochen. Als Folge der Vertriebskanäle ist die Beurre de Bresse zwischen 15 % und 65 % teurer als "Standard"-Butter, die Crème de Bresse liegt etwa 25 % bis 60 % darüber.

## Schlüsselzahlen
Auf 269.446 Hektar Produktionsfläche gewinnen 54 Produzenten rund 20 Millionen Liter Milch, aus denen rund 434 Tonnen Beurre de Bresse und 532 Tonnen Crème de Bresse (davon 364 Tonnen dickflüssige) hergestellt werden.